# Выборы губернатора Ивановской области (2023)
Выборы губернатора Ивановской области 2023 года состоялись 8-10 сентября в единый день голосования.
Глава данного региона избирается на пять лет. Кандидатов на этот пост выдвигают политические партии, без самовыдвижения. Кандидат, за которого проголосовали более 50 % избирателей, принявших участие в выборах, считается избранным губернатором. На 1 июня 2023 года, по информации Центризбиркома РФ, количество избирателей в Ивановской области составило 773 636 человек.

## Предшествующие события
10 мая 2023 года президент РФ Владимир Путин на встрече с губернатором Ивановской области Станиславом Воскресенским поддержал его решение баллотироваться на новый срок. По словам главы государства, до назначения Воскресенского ситуация в регионе была не самая простая, но за время его деятельности на нынешнем посту было «сделано немало».

## Ход выборов
Первым для участия в выборах был зарегистрирован действующий губернатор Ивановской области Станислав Воскресенский — его выдвинула партия «Единая Россия». 2 августа региональная избирательная комиссия зарегистрировала от «Коммунистов России» инженера-программиста компании «РМ-маркет», депутата городской думы Кинешмы, первого секретаря местного отделения партии Александра Орехова; от «Справедливой России — Патриоты — За правду» — председателя регионального отделения партии, директора ООО «Ткацкая фабрика», депутата облдумы — Павла Попова и от ЛДПР — зампредседателя Ивановской областной думы, координатора областного отделения партии Дмитрия Шелякина. 3 августа регистрацию получил, выдвинутый КПРФ, первый секретарь отделения партии, депутат облдумы Александр Бойков.

## Результаты выборов
Явка на выборах губернатора Ивановской области 2023 года составила 33,92 %. Победу на них с результатом 82,49 % голосов одержал действующий глава региона Станислав Воскресенский. Второе место занял Александр Бойков, за которого проголосовали 6,42 % избирателей, пришедших на выборов. Третье — Дмитрий Шелякин, набравший 4,51 %. Четвертое, с 2,58 % голосов избирателей, — Павел Попов. На пятом месте участие в выборах завершил Александр Орехов, получивший 2,26 % голосов.
| Место | Место | Кандидат                | Голосов | %     |
| ----- | ----- | ----------------------- | ------- | ----- |
|       | 1.    | Станислав Воскресенский | 215 478 | 82,49 |
|       | 2.    | Александр Бойков        | 16 777  | 6,42  |
|       | 3.    | Дмитрий Шелякин         | 11 789  | 4,51  |
|       | 4.    | Павел Попов             | 6751    | 2,58  |
|       | 5.    | Александр Орехов        | 5899    | 2,26  |